# Lola (film 1986)
Lola è un film del 1986 diretto da Bigas Luna.

## Trama
Lola è una bella donna che tuttavia conduce una vita insoddisfacente: lavora come operaia in una fabbrica ed è fidanzata con Mario, uomo ubriaco e violento. Un giorno, improvvisamente, lascia il lavoro e il marito per fuggire con Roberto, un uomo francese ricco e gentile che decide di sposare.
Nove mesi dopo essersi conosciuti, lui e Lola hanno una figlia, che essi considerano il frutto della loro prima relazione sessuale. La vita della coppia scorre felice, ma quattro anni dopo Mario torna prepotentemente con una notizia travolgente: la bambina in realtà è figlia sua.
Piena di dubbi e di complessi, Lola comincia a cercare un dialogo con l'ex marito e proprio quando sembra che i due possano riappacificarsi la donna viene barbaramente uccisa. Inizialmente è Roberto ad essere accusato dell'omicidio, ma nel finale si scopre che l'assassino è proprio Mario che, in realtà, non era il padre della bambina: egli era tornato nella vita di Lola solo per rovinarla, al fine di vendicarsi.

## Citazioni e omaggi
- Il personaggio di Lola è una revisione moderna della Lolita di Stanley Kubrick, come lo stesso regista ha dichiarato.[senza fonte]